# North Olmsted Municipal Bus Line

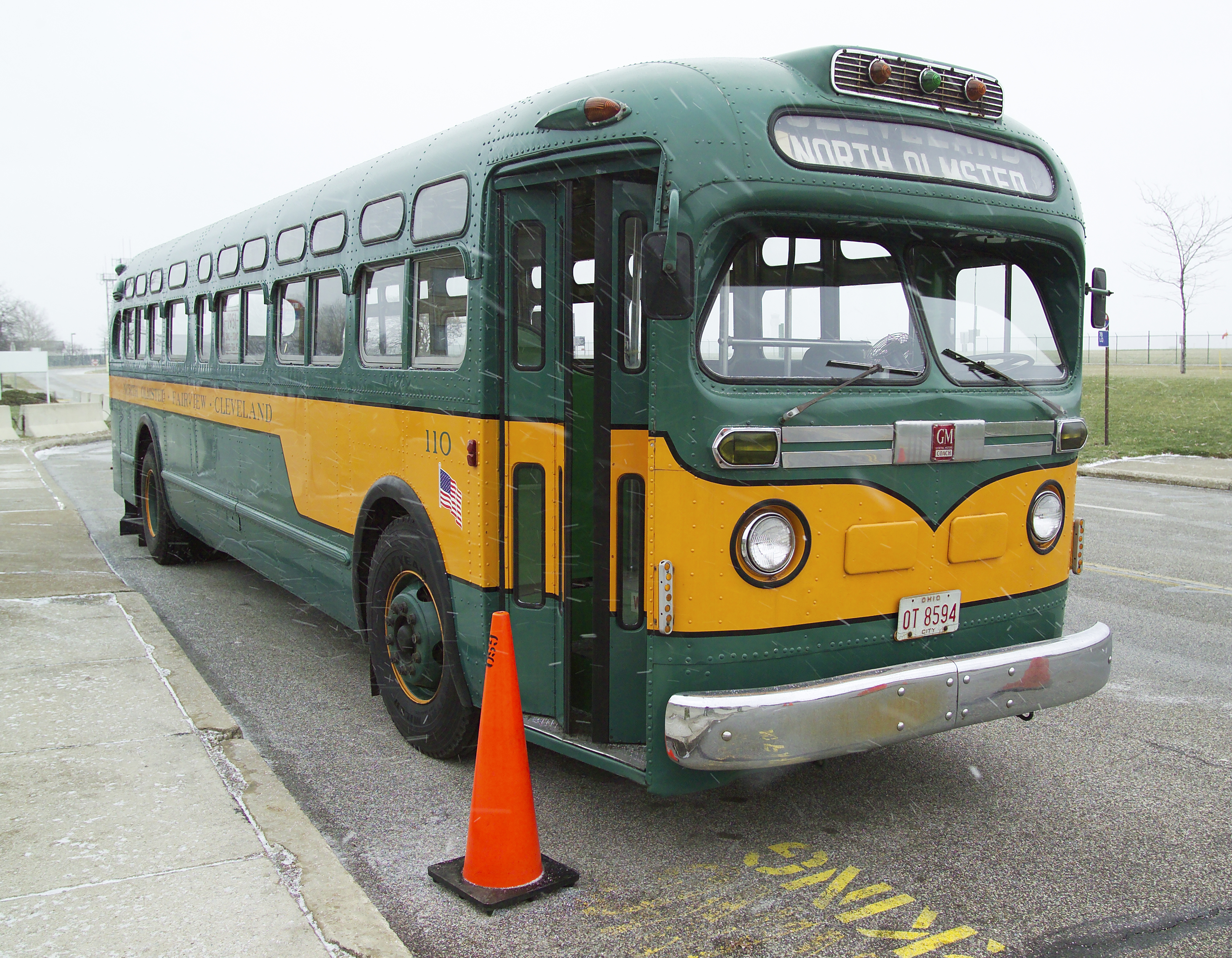
Historisches Fahrzeug der North Olmsted Municipal Bus Line aus den 1950er Jahren.

Die North Olmsted Municipal Bus Line (englisch), abgekürzt NOMBL, war der städtische Verkehrsbetrieb von North Olmsted, einem südwestlichen Vorort von Cleveland im US-Bundesstaat Ohio. Er bestand von 1931 bis zu seiner Integration in die regionale Verkehrsgesellschaft Greater Cleveland Regional Transit Authority (RTA) im Jahre 2005 und gilt als der erste kommunale, also nicht privat organisierte Verkehrsbetrieb Ohios.
Die Ursprünge des Busbetriebs gehen auf die Cleveland, Southwestern and Columbus Railway (CS&C) zurück, eine Interurban, die seit der Jahrhundertwende von Cleveland nach Elyria und später weiter bis Wellington verkehrte. Als diese 1929 in Konkurs ging, übernahm die Stadt kurzerhand den Betrieb auf dem Streckenabschnitt zwischen der äußeren Stadtgrenze und der Innenstadt von Cleveland. Der erste Bus fuhr am 1. März 1931.
Die erste Buslinie folgte der alten Interurban-Route entlang der Lorain Road. Mit fortschreitender Siedlungstätigkeit kamen in den folgenden Jahrzehnten weitere Linien zur Feinerschließung der Wohngebiete und der Anbindung der Nachbarorte hinzu. Nach Fertigstellung der Interstates wurden zudem Schnellbuslinien über die Autobahn eingerichtet. Im Jahre 2000 waren so 40 Busse auf sieben Linien im Einsatz und beförderten über eine Million Fahrgäste im Jahr.
1975 organisierte der zuständige Landkreis, der Cuyahoga County, seinen Nahverkehr neu. Er gründete dazu die RTA als kreiseigene Verkehrsgesellschaft und erhob eigene Steuern zum Ausgleich des jährlichen Defizits. Um Zugriff auf diese neuen finanziellen und technischen Ressourcen zu erhalten, verdingte sich die NOMBL von diesem Zeitpunkt an als lokaler Subunternehmer der RTA. Sie blieb jedoch als eigenständiger, städtischer Busbetrieb erhalten, so dass die Stadt auch weiterhin die Planungshoheit im Einzugsbereich ihrer Buslinien besaß.
Als die RTA die Verträge 2005 nicht mehr verlängern wollte, wurde die NOMBL am 20. März 2005 schließlich vollständig von der RTA übernommen.